# Аппер-Магантонго Тауншип (округ Скайлкілл, Пенсільванія)
Аппер-Магантонго Тауншип (англ. Upper Mahantongo Township) — селище (англ. township) в США, в окрузі Скайлкілл штату Пенсільванія. Населення — 609 осіб (2020).

## Демографія
Згідно з переписом 2010 року, у селищі мешкало 655 осіб у 265 домогосподарствах у складі 186 родин. Було 300 помешкань
Расовий склад населення:
| - 99,1 % — білих - 0,2 % — азіатів |

До двох чи більше рас належало 0,8 %. Частка іспаномовних становила 0,0 % від усіх жителів.
За віковим діапазоном населення розподілялося таким чином: 22,1 % — особи молодші 18 років, 56,1 % — особи у віці 18—64 років, 21,8 % — особи у віці 65 років та старші. Медіана віку мешканця становила 43,2 року. На 100 осіб жіночої статі у селищі припадало 108,6 чоловіків;  на 100 жінок у віці від 18 років та старших — 106,5 чоловіків також старших 18 років.
Середній дохід на одне домашнє господарство  становив 63 706 доларів США (медіана — 47 308), а середній дохід на одну сім'ю — 73 141 долар (медіана — 60 000). За межею бідності перебувало 9,9 % осіб, у тому числі 14,4 % дітей у віці до 18 років та 5,4 % осіб у віці 65 років та старших.
Цивільне працевлаштоване населення становило 304 особи. Основні галузі зайнятості: виробництво — 28,0 %, будівництво — 11,5 %, сільське господарство, лісництво, риболовля — 11,5 %.